# Hal Talam (Magazine)
Hal Talam (en árabe: مجلة هل تعلم) es una revista semanal egipcia publicada por Hal Talam Press and Publishing Company. Fue creada para educar a la sociedad desde 2010. Tiene varias ediciones para todos los grupos de edad publicadas hasta el momento y es considerada una de las revistas más famosas de Medio Oriente.

## El principio
Desde 2010 la revista se creó para educar a los jóvenes como uno de los proyectos educativos en Egipto convirtiéndose en la entidad más importante y conocida en ese momento. Creó varios programas culturales inspiradores y útiles para las comunidades árabes y extranjeras, traducidos a varios idiomas.